# Brickfilm
En brickfilm (av engelskans brick, "kloss") är en typ av animerad film gjord genom att man filmar figurer som är tillverkade av Lego eller andra byggklossar av samma typ.
De flesta brickfilmer produceras av amatörer men det finns undantag.

## Teknik
Majoriteten av brickfilmer brukar oftast göras med stop motion-animering, men man kan även filma rörelsen med hjälp av GCI (datoranimering). Ibland kombinerar man stop motion-animering med CGI för att filma saker som är svåra att animera, till exempel explosioner. 

### Stop motion
Stop motion-animering går ut på att man flyttar en minifigur eller annat objekt och tar en bild (griper bildrutan), flyttar objektet och tar en bild till och upprepar det ett antal gången. Sedan spelar man upp bilderna snabbt och då har man en sekvens där objektet rör sig. Vanligtvis fotar man 15 bildrutor i en brickfilm för att få en sekund (15 fps). 

### Datoranimering
CGI (Computer Generated Imagery) eller datoranimering går ut på att man tillverkar en 3D-modell i en dator och gör en rörelse som man sedan filmar. Det finns speciella datorprogram för att just göra Lego 3D-grafik som Lego Digital Designer och LDraw. I många av Lego-spelen, bland annat Lego Star Wars-spelen är det små datoranimerade klipp emellanåt som flyttar handlingen framåt.

### Amatörfilm
Den största andelen av brickfilmare är amatörer, men det finns dock mycket seriösa filmare som Nathan Wells så kallade "One Brick Studios" som har gjort cirka ett dussin filmer. En annan seriös filmare är Doug Vandegrift som gjort två stycken 30 minuters filmer, "America: Outlawed" och den "Pirates". 

Med hjälp av webben har brickfilm kunnat spridas lättare över Youtube och andra filmsidor som Brickfilms.com. Digitalkameror har också gjort att det blivit lättare och billigare att göra film.

### Professionell film
Utbudet på professionell brickfilm är väldigt litet och de som produceras är oftast kortfilmer. Reklamfilmer för Lego finns och som oftast består av att någon bygger upp en Legomodell och leker med den. I vissa sekvenser används datoranimering för att få minifigurerna (legogubbarna) rörliga. Lego City, Lego Star Wars och Lego Pirates med flera har det gjorts reklamfimer av. 

Musikvideon "Fell in Love With a Girl" (2002) av The White Stripe är animerad i Lego, dock inte med minifigurer utan med legoklossar för att få form av personer och instrument.